# Jerzy Domiński (1912–1981)
Jerzy Domiński (ur. 8 lipca 1912 w Warszawie, zm. 7 grudnia 1981) – polski metalowiec i polityk, poseł na Sejm PRL III, IV, V i VI kadencji.

## Życiorys
Syn Mariana i Marii. Uzyskał wykształcenie średnie. Zatrudniony był w zakładach przemysłowych, m.in. w elektrowni. W 1945 wstąpił do Polskiej Partii Socjalistycznej, z którą w 1948 przystąpił do Polskiej Zjednoczonej Partii Robotniczej. Od 1949 do 1951 był słuchaczem Centralnej Szkoły Partyjnej. Był kierownikiem Wydziału Organizacyjnego Komitetu Wojewódzkiego PZPR w Bydgoszczy, a także sekretarzem organizacyjnym w Kielcach. Pełnił też funkcję I sekretarza Komitetu Miejskiego partii w Toruniu (1952) i Grudziądzu (1951–1952 i 1959–1961). Od 9 lutego 1954 do 14 lutego 1958 był przewodniczącym prezydium Wojewódzkiej Rady Narodowej w Bydgoszczy. Zasiadał w KW PZPR. W lipcu i sierpniu 1961 był I sekretarzem Komitetu Powiatowego partii w Grudziądzu.
W 1961, 1965, 1969 i 1972 uzyskiwał mandat posła na Sejm PRL w okręgu Grudziądz. Od III do V kadencji zasiadał w Komisji Przemysłu Lekkiego, Rzemiosła i Spółdzielczości Pracy, następnie w trakcie V i VI kadencji pełnił funkcję zastępcy przewodniczącego Komisji Drobnej Wytwórczości, Spółdzielczości Pracy i Rzemiosła. Ponadto w IV kadencji zasiadał w Komisji handlu Wewnętrznego, a w VI w Komisji Zdrowia i Kultury Fizycznej.

## Odznaczenia
- Order Sztandaru Pracy II klasy
- Krzyż Komandorski Orderu Odrodzenia Polski
- Krzyż Kawalerski Orderu Odrodzenia Polski
- Odznaka 1000-lecia Państwa Polskiego (1966)[2]